# ري كبير

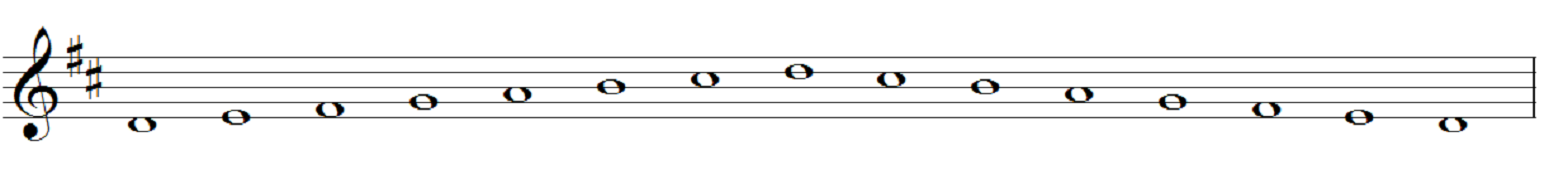
سلم ري كبير صعوداً وهبوطاً

ري كبير (D major) هو سلم موسيقي كبير يتألف من الدرجات الموسيقية ري D، مي E، فا المرتفعة ♯F، صول G، لا A، سي B، دو المرتفعة ♯C، وينتهي بمفتاح ري D، وذلك على الترتيب التالي من اليسار إلى اليمين:
D, E, F♯, G, A, B, C♯, D.
يحوي سلم ري الكبير على إشارتي رفع واحدة على الفا وواحدة على الدو.
إن المفتاح الموسيقي القريب له على السلم الصغير هو سي صغير، أما المفتاح الموسيقى الموازي له فهو ذلك ري صغير.